# Clan Ōoka

Mon (emblème) du clan Ōoka.

Le clan Ōoka (大岡氏, Ōoka -shi) est un clan japonais de samouraïs devenu important durant la période Edo. À l'époque du shogunat Tokugawa, les Ōoka, en tant que vassaux héréditaires du clan Tokugawa, font partie des clans fudai daimyo. 
Le clan Ōoka prétend descendre du kampaku Kujō Tadanori de l'époque de Kamakura, et s'installe dans le village de Ōoka dans le district Yana du nord de la province de Mikawa qui fait de nos jours partie de la ville de Shinshiro. À l'époque Sengoku, Ōoka Tadato (1522-1594) est général des armées de Matsudaira Hirohada à la bataille d'Azukizaka (1564). Son fils Ōoka Tadamasa (1548-1629) accompagne ensuite Tokugawa Ieyasu dans la région de Kantō et se voit donner une petite possession de 220 koku, dans le district de Kōza de la province de Sagami, possession qu'il fait fructifier à 600 koku dans ce qui est à présent la ville de Hiratsuka. Ses descendants continuent d'aider le shogunat Tokugawa en tant que hatamoto.
La fortune du clan connaît une éclipse quand Ōoka Tadashina (1667-1710) déplaît à ce point au shogun Tokugawa Tsunayoshi que celui-ci l'exile à Hachijō-jima et que Ōoka Tadafusa (1650-1696) est contraint de faire seppuku pour avoir tué un obligé du clan Shimazu dans une bagarre.
La bonne fortune du clan est de retour sous le shogun Tokugawa Yoshimune qui nomme le talentueux Ōoka Tadasuke au poste de machi-bugyō d'Edo. Tadasuke accomplit sa charge brillamment et se voit récompensé par des promotions au sein de la bureaucratie Tokugawa, tout en étant daimyō du domaine de Nishi-Ohira (10 000 koku) dans la province de Mikawa en 1748. Les Ōoka restent à Nishi-Ohira jusqu'à la restauration de Meiji. Ōoka Tadataka (1828-1887), le dernier daimyo du domaine de Nishi-Ohira, est fait vicomte (shishaku) dans la nouvelle structure nobiliaire kazoku de l'ère Meiji.

## Branche cadette
- Une branche cadette est créée en 1751 pour Ōoka Tadamitsu (1709-1760), un lointain parent de Ōoka Tadasuke. Avec un statut de hatamoto de 300 koku au départ, Ōoka Tadamitsu assure une aide proche à Ōoka Tadasuke et gravit rapidement les rangs. Il reçoit le domaine d'Iwatsuki (20 000 koku) dans la province de Mutsu dans lequel ses descendants restent jusqu'à la restauration de Meiji. Ōoka Tadatsura (1847-1920), le dernier daimyo d'Iwatsuki, se range du côté des forces impériales lors de la guerre de Boshin puis est fait vicomte (shishaku) dans le cadre de la nouvelle structure nobiliaire kazoku de l'ère Meiji.

## Source de la traduction
- (en) Cet article est partiellement ou en totalité issu de l’article de Wikipédia en anglais intitulé « Ōoka clan » (voir la liste des auteurs).